# Filmåret 1947

## Årets filmer

### A - G
- Angivaren
- Brott i sol
- Bruden kom genom taket
- Cykeltjuven
- Det kom en gäst
- Djävulen i kroppen
- Dubbelliv
- En fluga gör ingen sommar
- Folket i Simlångsdalen
- Får jag lov, magistern!

### H - N
- Här kommer en annan
- Jag såg honom först!
- Jens Månsson i Amerika
- Joe och gänget
- Krigsmans erinran
- Kronblom
- Kvarterets olycksfågel
- Kvinna utan ansikte
- Lata Lena och blåögda Per
- Livet i Finnskogarna
- Lång natt
- Maj på Malö
- Maria
- Mästerdetektiven Blomkvist [1]
- Nattvaktens hustru

### O - U
- Onda ögon
- Sinbad sjöfararen
- Skandalflickan
- Skepp till Indialand
- Skuggor ur det förflutna
- Spindelnätet
- Stackars lilla Sven
- Supé för två
- Tant Grön, Tant Brun och Tant Gredelin
- Tappa inte sugen
- Två kvinnor
- Tyskland anno noll
- Tyst överenskommelse
- Tösen från Stormyrtorpet

### V - Ö
- Vrakspillror
- Vår Herre tar semester
- Åh, en sån deckare!
- Ängel på prov

## Födda
- 3 januari – Mats Olin, svensk skådespelare.
- 9 januari – Christer Rahm, svensk skådespelare.
- 18 januari – Takeshi Kitano, japansk skådespelare, komiker, konstnär, poet och filmregissör.
- 21 januari – Michael Gabay, svensk skådespelare.
- 28 januari – Pia Green, svensk skådespelare.
- 2 februari – Farrah Fawcett, amerikansk skådespelare och fotomodell.
- 7 februari – Caisa Westling, svensk filmproducent, projektledare och inspelningsledare.
- 24 februari – Edward James Olmos, amerikansk skådespelare.
- 15 mars – Ry Cooder, amerikansk sångare, gitarrist, låtskrivare och filmmusik-kompositör.
- 19 mars – Glenn Close, amerikansk skådespelare.
- 24 mars – Meiko Kaji, japansk skådespelare och sångerska.
- 5 april – Anki Lidén, svensk skådespelare.
- 6 april – John Ratzenberger, amerikansk skådespelare.
- 7 april – Ulf Brunnberg, svensk skådespelare.
- 11 april – Åsa-Lena Hjelm, svensk skådespelare.
- 16 april – Kareem Abdul-Jabbar, amerikansk skådespelare och basketspelare.
- 18 april – James Woods, amerikansk skådespelare.
- 20 april
  - Margareta Gudmundson, svensk skådespelare.
  - Björn Skifs, svensk sångare och skådespelare.
  - Peder Falk, svensk skådespelare.
- 23 april – Blair Brown, amerikansk skådespelare.
- 18 maj – Anders Ahlbom, svensk skådespelare.
- 28 maj – Per Carleson, svensk ljudtekniker, mixare, regissör, manusförfattare, producent, kompositör och filmklippare.
- 2 juni – Clarence Page, amerikansk skådespelare, journalist och författare.
- 7 juni – Mia Benson, svensk skådespelare och manusförfattare.
- 10 juni
  - Randy Edelman, amerikansk kompositör för TV-serier och film.
  - Solbjørg Højfeldt, dansk skådespelare och teaterregissör.
- 11 juni – Jan von Melen, svensk skådespelare.
- 18 juni
  - Bernard Giraudeau, fransk skådespelare och regissör.
  - Hanns Zischler, tysk skådespelare, regissör och manusförfattare.
- 24 juni – Peter Weller, amerikansk skådespelare.
- 2 juli – Lars Dejert, svensk skådespelare.
- 6 juli – Shelley Hack, amerikansk skådespelare.
- 9 juli – Eddie Axberg, svensk ljudtekniker och skådespelare.
- 17 juli – Lena Strömdahl, svensk skådespelare.
- 22 juli – Albert Brooks, amerikansk regissör och skådespelare.
- 24 juli – Loa Falkman, svensk skådespelare och operasångare.
- 27 juli – Rade Šerbedžija, kroatienserbisk skådespelare.
- 30 juli – Arnold Schwarzenegger, österrikisk –amerikansk skådespelare och bodybuilder, Kaliforniens 38:e guvernör.
- 16 augusti – Kenneth Milldoff, svensk skådespelare.
- 27 augusti – Solveig Andersson, svensk skådespelare.
- 29 augusti – Ray Wise, amerikansk skådespelare.
- 31 augusti – Jonas Uddenmyr, svensk skådespelare.
- 6 september – Jane Curtin, amerikansk skådespelare och komiker.
- 7 september – Gunilla Olsson, svensk skådespelare.
- 14 september – Sam Neill, nyzeeländsk skådespelare.
- 23 september – Caroline Lagerfelt, svensk skådespelare, verksam i USA.
- 29 september – Martin Ferrero, amerikansk skådespelare.
- 7 oktober – Eva Kristin Tangen, svensk skådespelare.
  - Mattias Falk, svensk skådespelare.
- 19 oktober – Ildikó Bánsági, ungersk skådespelare.
- 24 oktober – Kevin Kline, amerikansk skådespelare.
- 26 oktober – Jaclyn Smith, amerikansk skådespelare.
- 29 oktober – Richard Dreyfuss, amerikansk skådespelare.
- 30 oktober – Sven Melander, svensk programledare, skådespelare och journalist.
- 9 november – Camilla Stærn, svensk operasångerska och skådespelare.
- 10 november – Lickå Sjöman, svensk skådespelare.
- 12 november – Patrice Leconte, fransk filmregissör.
- 21 november – Niklas Falk, svensk skådespelare.

## Avlidna
- 11 januari – John Wallin, 54, svensk skådespelare.
- 2 februari – Tottan Skantze, 54, svensk skådespelare.
- 20 mars – Sigurd Wallén, 62, svensk skådespelare, sångare, manusförfattare och regissör.
- 1 juni – Anna Hofman-Uddgren, 79, svensk skådespelare, varietéartist, manusförfattare, teaterledare och regissör.
- 17 juni – Gunhild Robertson, 62, svensk skådespelare.

### Fotnoter
1. ↑  ”Astrid Lindgren”. http://www.astridlindgren.se/verken/filmerna/filmlista. Läst 21 mars 2011.